# Nikolaj Jegorovič Žukovskij
Nikolaj Jegorovič Žukovskij (17. ledna 1847 – 17. března 1921) byl ruský vědec, zakladatel moderní hydromechaniky a aeromechaniky. Narodil se ve Vladimirské oblasti, asi 190 km severovýchodně od Moskvy ve vesnici Orechovo. Je považován za „otce ruské aviatiky“.
V letech 1905–1921 byl předsedou Moskevské matematické společnosti.

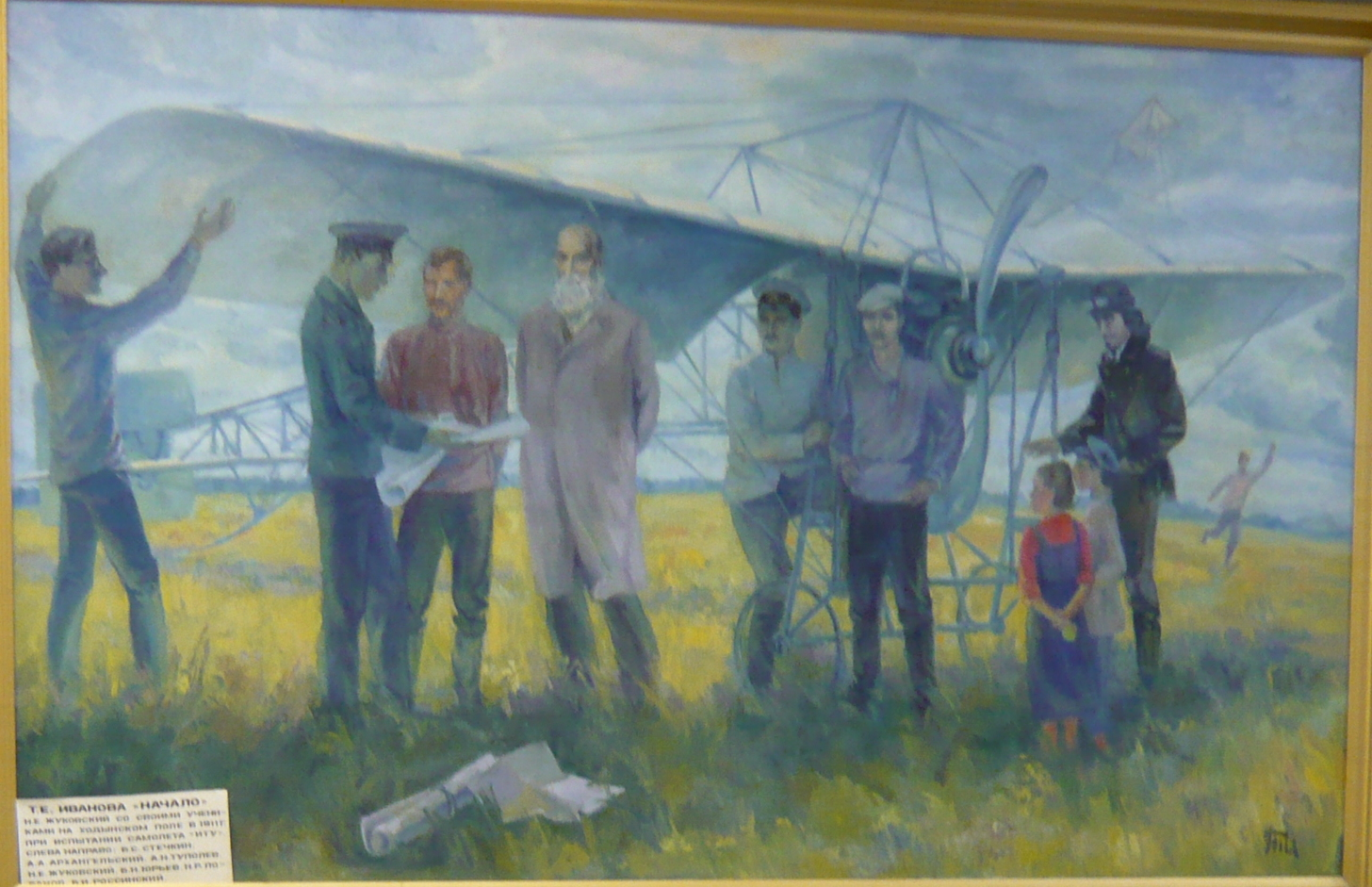
N. J. Žukovskij se studenty na obraze T. J. Ivanova Počátek (zleva): B. S. Stěčkin, A. A. Archangelskij, A. N. Tupolev, Žukovskij, B. N. Jurjev, N. R. Lobanov, B. I. Rossinskij na Chodynském poli v roce 1911 při testování letadla ITU

## Přínos
- Napsal dvě významné práce: K teorii létání a O létání ptáků, ve kterých vysvětloval a matematicky dokazoval teorii hlavních součástí letadel s pevnými křídly respektive letounu – křídel a vrtule.
- V roku 1904 popsal fyzikální zákon určující vztlačnou sílu působící na křídlo letadla (Žukovského teorém)[1].
- Za jeho aktivní účasti byl dne 1. prosince 1918 založen Ústřední aerohydrodynamický institut (CAGI).[1] Jednalo se o první vědeckou instituci tohoto zaměření na světě.
- Dne 23. listopadu 1920 byla založena Vojenská akademie vzdušného inženýrství, populární vzdělávací instituce, tzv. „Žukovka“.

## Uznání
Kromě množství akademických hodností a titulů, bylo jedno obzvlášť významné. Na odvrácené straně Měsíce (souřadnice 7,8° severní šířky, 167° západní délky) byl kráter, jehož průměr činí 81 kilometrů, pojmenován Žukovskij.

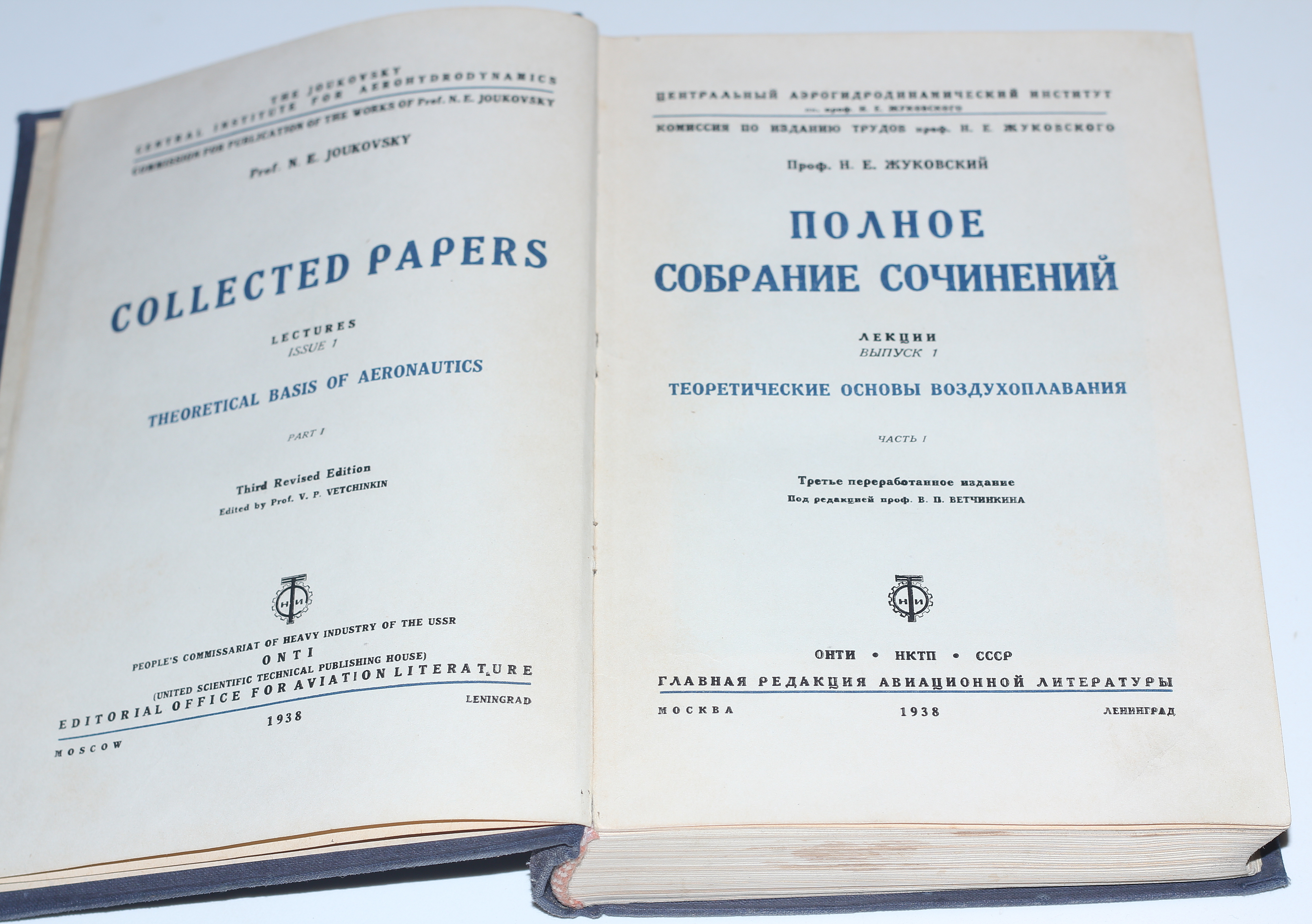
Úplý sborník prací
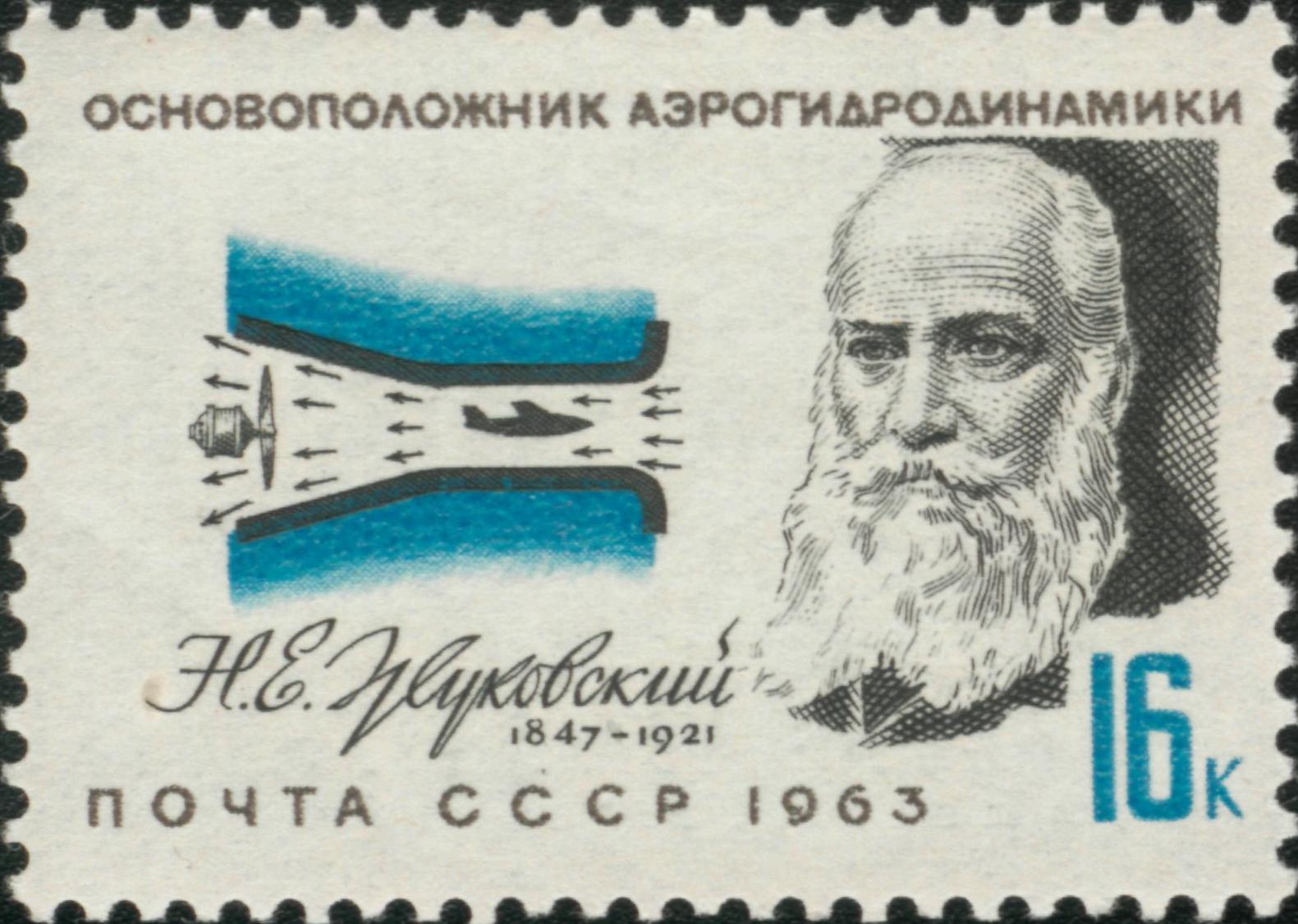
Poštovní známka SSSR (1963)
Profil křídla